# Бьянки (секта)

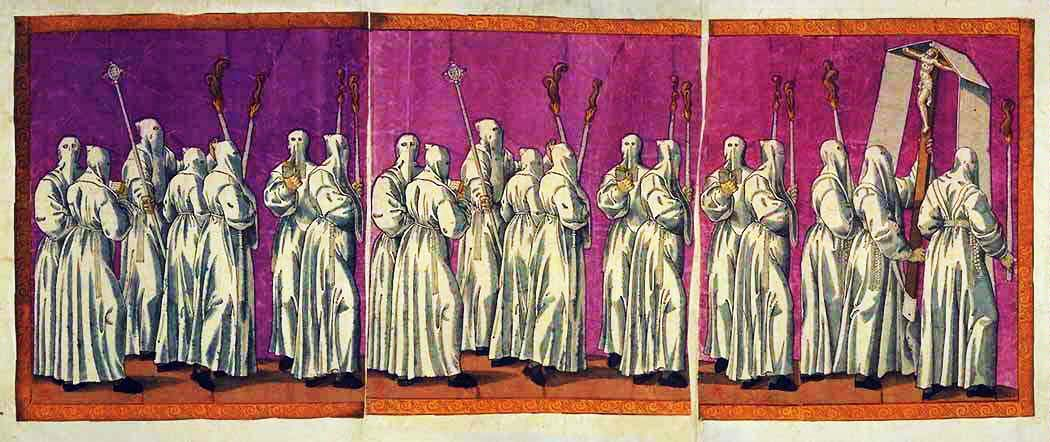
Бьянки. Изображение XVI века

Бьянки (итал. bianchi — «белые»; «одетые в белое» (лат. albati)) — секта фанатиков в Италии во время эпидемии чумы, пытавшихся остановить пандемию подвигами во имя веры. Иногда считаются умеренной частью флагеллантов.

## Мифология
По мифологии этой секты, всё началось с того, что некий крестьянин повстречал в поле Христа, который, оставшись неузнанным, попросил у того хлеба. Крестьянин извинился, объяснив, что хлеба у него больше не осталось, но Христос попросил его посмотреть в сумке, где, к немалому удивлению её владельца, хлеб обнаружился в неприкосновенности. Далее Христос отправил крестьянина к колодцу, чтобы размочить хлеб в воде. Крестьянин возразил, что колодцев в этой местности нет, но всё же подчинился, и колодец сам собой явился в названном месте. Но возле колодца стояла Богородица; она отправила крестьянина обратно, приказав передать Христу, что «его матерь запрещает размачивать хлеб». Крестьянин выполнил поручение, на что Христос заметил, что «его матерь всегда на стороне грешников», и объяснил, что, если бы хлеб был размочен, погибло бы всё население Земли. Но теперь он готов помиловать падших и просит размочить лишь треть хлеба, что поведёт за собой смерть трети населения христианского мира. Крестьянин выполнил приказ, после чего началась эпидемия, остановить которую можно, лишь одевшись в белое, молясь и предаваясь посту и покаянию.
Другой вариант той же легенды рассказывал, что крестьянин ехал верхом на быке, и вдруг неким чудом был перенесён в «отдалённое место», где его ждал ангел с книгой в руке, приказавший крестьянину проповедовать о необходимости покаяния и ношения белых одежд. Остальные указания, необходимые для того, чтобы смягчить Божий гнев, должны были быть найдены в книге.

## Шествия
Шествия бьянки собирали в городах не меньшие толпы, чем шествия их более радикально настроенных собратьев. Одетые в белое, со свечами и распятиями в руках, они двигались, распевая молитвы и псалмы, моля о «милосердии и мире», причём возглавляла собой процессию обязательно женщина, идущая между двумя маленькими детьми.
Однако и эти дальние предшественники реформации вызвали собой недовольство господствующей церкви, так как прямо упрекали её в стяжательстве, корыстолюбии и забвении заповедей Божьих, за что Господь и наказал свой народ эпидемией. Бьянки требовали от первосвященника добровольно отказаться от престола, уступив его «нищему папе», с этим требованием их глава, называвший себя Иоанном Крестителем, отправился в Рим. Там, по приказу папы, был казнен на костре; эта же судьба ожидала второго руководителя секты, пытавшегося поднять восстание против Святого Престола. Секта была официально запрещена.